# Baculentulus loxoglenus
Baculentulus loxoglenus är en urinsektsart som beskrevs av Yin 1980. Baculentulus loxoglenus ingår i släktet Baculentulus och familjen lönntrevfotingar. Inga underarter finns listade.